# Ugo Borghello
Ugo Borghello (Novi Ligure, 17 de noviembre de 1936) es un sacerdote y escritor italiano.

## Biografía
Nació en Novi Ligure, en la región del Piamonte. Asistió a la escuela secundaria de Saronno y al liceo Vittorio Veneto (Milán), concluyendo el bachillerato en Palermo. Allí contactó con el Opus Dei, solitando su admisión en octubre de 1953. Se trasladó a Roma, donde vivió cuatro años en el Colegio Romano de la Santa Cruz, junto a Josemaría Escrivá.
Se licenció en Derecho Canónico por la Universidad Pontificia de Santo Tomás de Aquino (Roma, 1958) y en Ciencias de la Comunicación por la Universidad de Navarra (Pamplona, 1961) con una tesis sobre la libertad de prensa de Luigi Sturzo, antes de ser ordenado sacerdote en Madrid el 13 de agosto de 1961.
Ha orientado sus intereses en dos direcciones: el análisis de las relaciones humanas y la orientación familiar.

## Obras
- Laicità e cristianesimo. Riconsiderare il rapporto tra natura e grazia per una maggiore efficacia culturale", Edizioni Apes, Roma, 2021, 590 pp. ISBN: 978-8872331675.[5]
- El amor romántico contrastado: El killer del amor para siempre, Editorial independiente, 2021, pp. 49, ISBN: 979-8485538125.
- L'amore romantico contrastato. Il killer dell'amore per sempre, Edizioni Ares, Milano, 2018, pp. 96[4]
- Nuova evangelizzazione e comunione primaria in parrocchia, Siena, Edizioni Cantagalli, 2014, 96 pp., ISBN: 9788868791049.[6]
- Saper di Amore, Milán, Ares, 2013, 512 pp., ISBN: 978-8881555512.[7][8]
- Le crisi dell'amore: prevenire & curare i disagi familiari, Milano, Ares, 2000, 188 pp., ISBN: 8881551853.[3][9]
- La sfida dell'amore: perché essere cattolici fin da giovani, Milano, Ares, 2000, 127 pp., ISBN: 8881551969.
- Liberare l'amore: la comune idolatria, l'angoscia in agguato, la salveza cristiana, Milano, Ares, 1997, 456 pp., ISBN: 8881551489.[10][11]
- Ernst Bloch: ateísmo en el cristianismo, Madrid, E.M.E.S.A., 1979, 158 pp., ISBN: 8426553257.[12]